# پایگاه هوایی وجه‌الحجر
پایگاه هوایی وجه‌الحجر (به انگلیسی: Wujah Al Hajar Air Base) یک فرودگاه نظامی است که یک باند فرود بتن دارد. این فرودگاه در کشور لبنان قرار دارد.